# Torrent Project
Torrent ProjectまたはTorrent Search Projectは、メタ検索エンジンであり、トレントファイルを対象とし、ExtraTorrentなどの人気Torrentホスティングページからリンクを集約していた。閉鎖されたTorrentzおよびKickassTorrentsの代替および後継として利用され、そのインデックスには800万以上のTorrentファイルが含まれ、クリーンでシンプルなインタフェースを備えていた。人気映画のTorrentファイルを許可するだけでなく、自主制作コンテンツも取り扱っていた。また、アプリケーションに検索機能を統合できるAPIも提供していた。ニュースサイトであるTorrentFreakは、将来的にストリーミングを可能にする可能性があると示唆していた。また、Torrents-Timeプラグインを採用していた。
torrentproject.comのURLは、2014年にイギリス高等法院が出した判決の一部で、ブロックを命じられていた。同サイトは2017年9月4日に閉鎖された。Torrent Projectが再開されるかどうかは不明である。